# Хочинська сільська рада
Хочинська сільська рада — колишня адміністративно-територіальна одиниця та орган місцевого самоврядування в Олевському районі Коростенської і Волинської округ, Київської й Житомирської областей Української РСР та України з адміністративним центром у с. Хочине.

## Населені пункти
Сільській раді були підпорядковані населені пункти:
- с. Хочине
- с. Перга
- с. Рудня-Перганська
- с. Рудня-Хочинська

## Населення
Кількість населення ради станом на 1923 рік становила 1 094 особи, кількість дворів — 257.
Відповідно до результатів перепису населення СРСР, кількість населення ради станом на 12 січня 1989 року становила 1 673 особи.
Станом на 5 грудня 2001 року, відповідно до перепису населення України, кількість мешканців сільської ради становила 1 342 особи.

### Мова
Розподіл населення за рідною мовою за даними перепису 2001 року:
| Мова       | Відсоток |
| ---------- | -------- |
| українська | 97,91 %  |
| білоруська | 1,49 %   |
| російська  | 0,52 %   |
| молдовська | 0,07 %   |

## Склад ради
Рада складалась з 16 депутатів та голови.

### Керівний склад сільської ради
| ПІБ                                 | Основні відомості                                                 | Дата обрання | Дата звільнення |
| ----------------------------------- | ----------------------------------------------------------------- | ------------ | --------------- |
| Лупаїна Надія Олександрівна         | Сільський голова, 1960 року народження, освіта                    | 26.03.2006   | 31.10.2010      |
| Хомутовський Анатолій Володимирович | Сільський голова, 1960 року народження, освіта вища, безпартійний | 31.10.2010   |                 |

Примітка: таблиця складена за даними джерела

## Історія
Створена 1923 року в складі сіл Хочин (Хочино, Хочине) та Рудня-Хочинська Юрівської волості Коростенського повіту Волинської губернії. 7 березня 1923 року включена до складу новоутвореного Олевського району Коростенської округи.
Станом на 1 вересня 1946 року сільська рада входила до складу Олевського району Житомирської області, на обліку в раді перебували села Рудня-Хочинська та Хочине.
10 червня 1958 року, відповідно до рішення Житомирського облвиконкому № 548 «Про внесення змін в адміністративно-територіальний поділ Олевського і Новоград-Волинського районів», підпорядковано села Перга та Рудня-Перганська Юрівської сільської ради Олевського району.
Станом на 1 січня 1972 року сільська рада входила до складу Олевського району Житомирської області, на обліку в раді перебували села Перга, Рудня-Перганська, Рудня-Хочинська та Хочине.
Ліквідована 17 січня 2017 року через об'єднання до складу Олевської міської територіальної громади Олевського району Житомирської області.